# Sparassodonta
Sparassodonta eller Borhyaenoidea är en utöd ordning av köttätande pungdjur som levde mellan paleocen och pliocen i Sydamerika.

## Kännetecken
Arterna liknade i kroppsbyggnaden dagen kattdjur trots att de inte är närmare släkt med dessa. Likheterna beror på konvergent evolution. Några kindtänder var utformade som rovdjurständer hos dagens rovdjur och även hörntänderna var förstorade. Hos senare former som Thylacosmilus var hörntänderna så stora att djuret lätt kan förväxlas med sabeltandade katter. Andra anpassningar till ett jagande levnadssätt var den kraftiga bålen med jämförelsevis korta extremiteter och fötter med klor. Storleken var variabel. Den minsta arten var cirka 80 centimeter lång som kan jämföras med dagens mårdar medan den största arten liknade dagens storkatter (underfamilj Pantherinae).

## Utvecklingshistoria
Sparassodonta levde uteslutande i Sydamerika. Kontinenten var under tidig kenozoikum länge skild från andra kontinenter och därför utvecklades här en unik fauna. Andra medlemmar av denna fauna var sydamerikanska hovdjur (Meridiungulata) och ett flertal trögdjur. Gnagarna (marsvinsartade gnagare) och primaterna (brednäsor) invandrade senare (antagligen under oligocen) i Sydamerika. De kom troligen över Atlanten som vid denna tid var mycket smalare.
Likaså fanns inga köttätande högre däggdjur på kontinenten och den ekologiska nischen för predatorer upptogs av Sparassodonta, terrorfåglar (Phorusrhacidae) och landlevande krokodiler (Sebecidae).
De tidigaste medlemmarna av Sparassodonta är kända från paleocen. Under eocen uppkom många olika arter och den största artrikedomen hade ordningen under miocen. Från denna epok är ungefär 20 släkten kända. Sedan minskade antalet arter igen, kanske på grund av terrorfåglarnas ökning.
För ungefär 2,5 miljoner år sedan bildades Panamanäset och ett utbyte mellan den sydamerikanska och den nordamerikanska faunan ägde rum. Många djurgrupper från Nordamerika vandrade söderut. Av Sparassodonta fanns vid denna tidpunkt bara släktet Thylacosmilus kvar. De nya hunddjuren och kattdjuren visade sig vara överlägsna och snart var ordningen Sparassodonta utdöd.

## Systematik
Hur Sparassodonta är kopplade till andra pungdjur är inte helt utredd. Tidigare antogs att de var släkt med rovlevande pungdjur från Australien men även här var likheterna bara ytlig. Idag räknas ordningen vanligen till överordningen Ameridelphia som sammanfattar nästan alla amerikanska pungdjur.
För närvarande är 6 familjer av Sparassodonta kända:
- Mayulestidae, anses vara den ursprungligaste familjen.
- Hathliacynidae
- Borhyaenidae, med det björnliknande släktet Borhyaena.
- Proborhyaenidae, med släktet Proborhyaena som var störst i hela ordningen.
- Prothylacinidae
- Thylacosmilidae, med medlemmar som påminner om sabeltandade katter, mest känt är Thylacosmilus.